# Ехінодорус Ашерсона
Ехінодо́рус Ашерсо́на (лат. Echinodorus aschersonianus) — трав'яниста рослина роду Ехінодорус (Echinodorus) родини Частухоцвіті (Alismataceae).

## Опис
Ехінодорус Ашерсона — це трав'янистий кущ без стебла з витягнутими листками краплеподібної форми, зібраними в розетку. Забарвлення листя яскраво-зелене або темно-зелене з жилками, пофарбованими в темніший, майже коричневий колір. Висота куща досягає 30 см, але зазвичай становить 15–20 см. У природі поширений у тропічних районах Південної Америки.

## Вирощування
Для утримання рослини в акваріумі оптимальна температура становить 24–28 °C; при зниженні до 22 °C ріст істотно сповільнюється. Вода повинна бути середньої жорсткості, не жорсткіша за 10–12 німецьких градусів; pH — близький до нейтрального (6,5–7,5). Рослина добре переносить м'яку слабокислу воду, але в жорсткій лужній росте повільніше. Бажано періодично частково змінювати воду. Мутна вода небажана, оскільки осад, що осідає на листі, шкодить ехінодорусу. Освітлення повинно бути слабким і розсіяним, бажано боковим. Тривалість світлового дня — близько 12 годин. Ґрунт має складатися з суміші грубого піску з дрібною або середньою галькою, з домішками глини та деревного вугілля, і має бути добре заілений. 
Ехінодорус Ашерсона може також рости у вологій оранжереї або палюдаріумі за температури 26–30 °C. Ґрунт має бути поживним, складатися з суміші піску, дернової землі, перегною та глини. Освітлення — яскраве, розсіяне. В оранжереї ехінодорус утворює довші ніжки, а його листя набуває серцеподібної форми. 
В акваріумі ехінодорус Ашерсона розмножується вегетативно, утворюючи квіткові стрілки, на яких з'являються дочірні рослини. Молоді рослини можна відокремлювати від материнської після формування 3–4 листків. В оранжереї ехінодорус розмножується значно швидше, проте отримати насіння не вдається.